# Prości ludzie
Prości ludzie (ros. Простые люди) – radziecki czarno-biały film z 1945 roku w reżyserii Grigorija Kozincewa i Leonida Trauberga. Na ekranach w 1956 roku.

## Obsada
- Jurij Tołubiejew jako Jeriomin
- Olga Lebzak jako Jeriomina, jego żona
- Boris Żukowski jako Makiejew
- Jekatierina Korczagina-Aleksandrowska jako babka